# Raimondo Perellos y Roccafull
Raimondo Perellos y Rocafull (en français Raymond Perellos de Roquefeuil) est un aristocrate espagnol est le 64e grand maître des Hospitaliers de l'ordre de Saint-Jean de Jérusalem.

## Biographie
Fils de N. de Perellos, marquis de Benetúser de Dos-Aguas et de sa femme, Maria de Rocafull y Vives de Boil, issue de la famille française de Roquefeuil-Anduze, Raymond est né à Valence, Espagne le 17 septembre 1637.
Il entre dès ses 16 ans dans l'Ordre et est rapidement envoyé sur l'ile de Malte pour participer à la guerre contre les pirates berbères et la marine turque.
Il s'illustre dans différentes batailles et reçoit différents honneurs dont la grand-croix de l'Ordre.
De 1689 à 1697 il fut commandant de Torrente, fonction lucrative qui lui permet de financer ses batailles.
Le 7 février 1697, et sous le pontificat d'Innocent XII il fut élu à la tête de l'ordre de Saint Jean de Jérusalem. Pendant son règne, il lance de grandes réformes au sein de l'organisation et développe considérablement la puissance de l'Ordre. Fin politicien, il renforce les relations entre les Hospitaliers et les grandes puissances : la France, l'Espagne, l'Italie ou la Russie.
Il meurt à La Valette sur l'ile de Malte le 10 janvier 1720 après un règne de plus de vingt ans.

## Réformes de l'ordre
Deux jours après son élection, le 15 février 1697, il réunit le conseil de l'ordre pour lancer une grande réforme de l'institution. Il cherche notamment à encadrer la nomination des grand' croix de l'ordre, distinction parfois utilisées par les Papes à des fins politiques. La réforme instaure également un règlement interdisant aux religieux de l'ordre de porter de l'or ou de l'argent sur leurs habits ou de prendre part à des jeux de hasard.

## Développement de la marine
En 1700, et conseillé par le bailli Zondardari qui lui succédera, il ordonna la construction de vaisseaux de guerre pour aider à la protection des navires marchands chrétiens mais aussi pour protéger les côtes d'Italie et d'Espagne. La même année, il nomme le chevalier de Saint-Pierre, capitaine des vaisseaux du Roi de France de superviser le projet,. Quatre vaisseaux furent construits: St Raymond, financé personnellement par le Grand Maître, St John, St James et Ste Catherine.
Il se distingua en renforçant significativement la puissance de la marine de l'ordre et en introduisant un nouveau système de lois commerciales et navales. Différents témoignages décrivent les batailles menées par la nouvelle flotte qui permettent de capturer des vaisseaux ennemis et de libérer des prsonniers chrétiens réduits à l'esclavage.

## Siège de Venise
En 1714, les travaux d'armement faits à Constantinople par les Tucs donnent lieu de craindre pour Malte. Raymond ordonne la préparation de l'île et prévient les différents membres de l'ordre. Les fortifications sont réparées et les denrées nécessaires à un siège sont préparées. En plus des différents dons, Raymond s'endette personnellement et en appelle au Pape qui lui confie des hommes et des galères. Il obtient également le droit de faire des levées dans l'État Ecclésiastique. La suspicion devient encore plus grande quand un inconnu vient offrir ses services d'ingénieur au Grand-Maître. Il se fait présenter les installations militaires avant de disparaitre et d'être accusé d'espionnage. En réponse, un arlésoit, André Véran est envoyé recueillir des informations à Constantinople. Il y apprit que la guerre allait être déclarée non contre Malte mais contre le royaume de Venise. Raymond décide d'envoyer une partie de sa flotte pour aider les vénitiens et prendre part au conflit,.

## Diplomatie

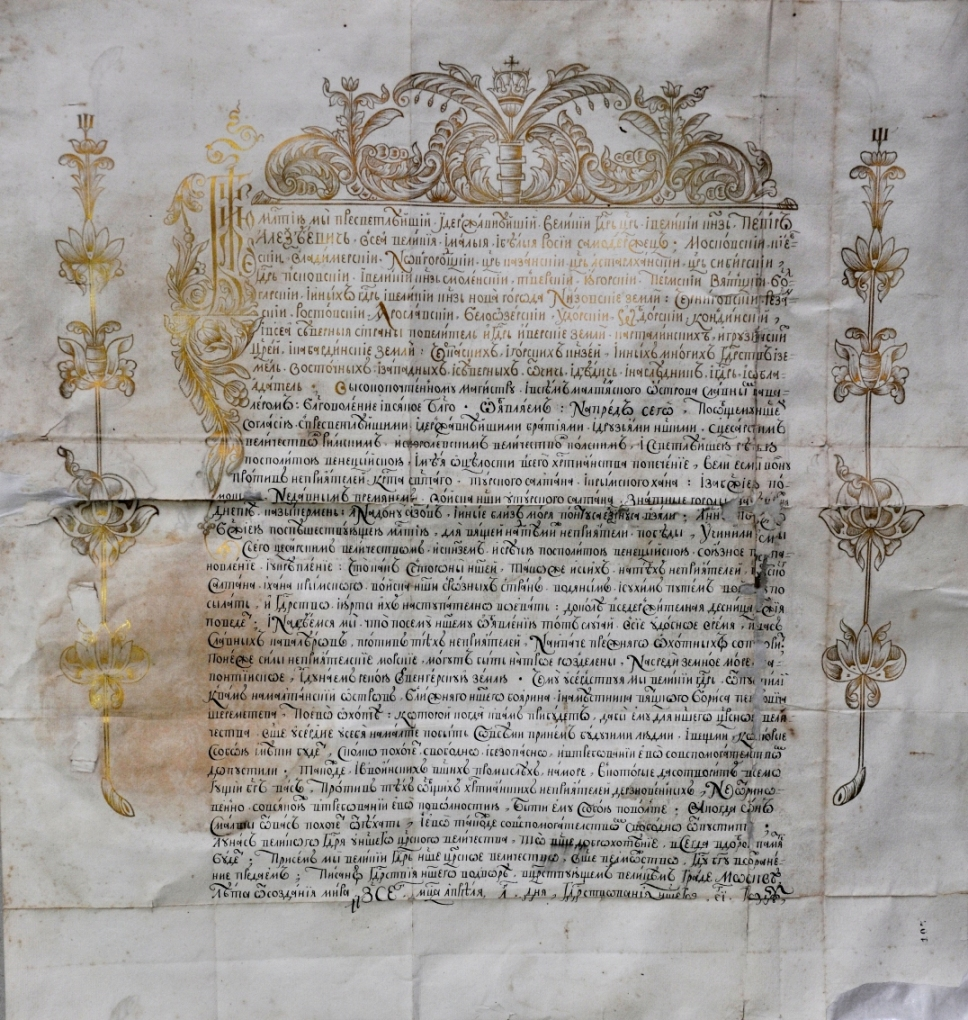
Lettre de Pierre 1^{er} au Grand Maître

Raymond est aussi connu pour avoir développé les relations entre l'ordre de Saint-Jean de Jérusalem et les grandes puissances. En plus des relations renforcées avec l'Italie et le Pape, il s'est rapproché de la France de Louis XIV et de l'Espagne de Philippe V.
Fin diplomate il prend part à la guerre de succession d'Espagne et soutient Philippe V. En 1701, le nouveau Roi d'Espagne, Philippe V de Bourbon, confirme tous les privilèges de l'Ordre et permet à Raymond de renforcer son autorité en Méditerranée. En 1707 il s'agresse au Roi de France: "Sir je continueray à faire vos veux pour la gloire et l'avantage des deux couronnes".
Il se rapproche enfin du Tsar de Russie Pierre Ier avec qui il correspond directement. Il accueille à de nombreuses reprises ses ambassadeurs : en 1697 le comte Tolstoï qui vient le féliciter pour son élection, en 1698 Chérémétev reçoit un accueil solennel avec de grands honneurs et devient le premier chevalier honoraire orthodoxe de l'Ordre.

## Galerie d'illustrations

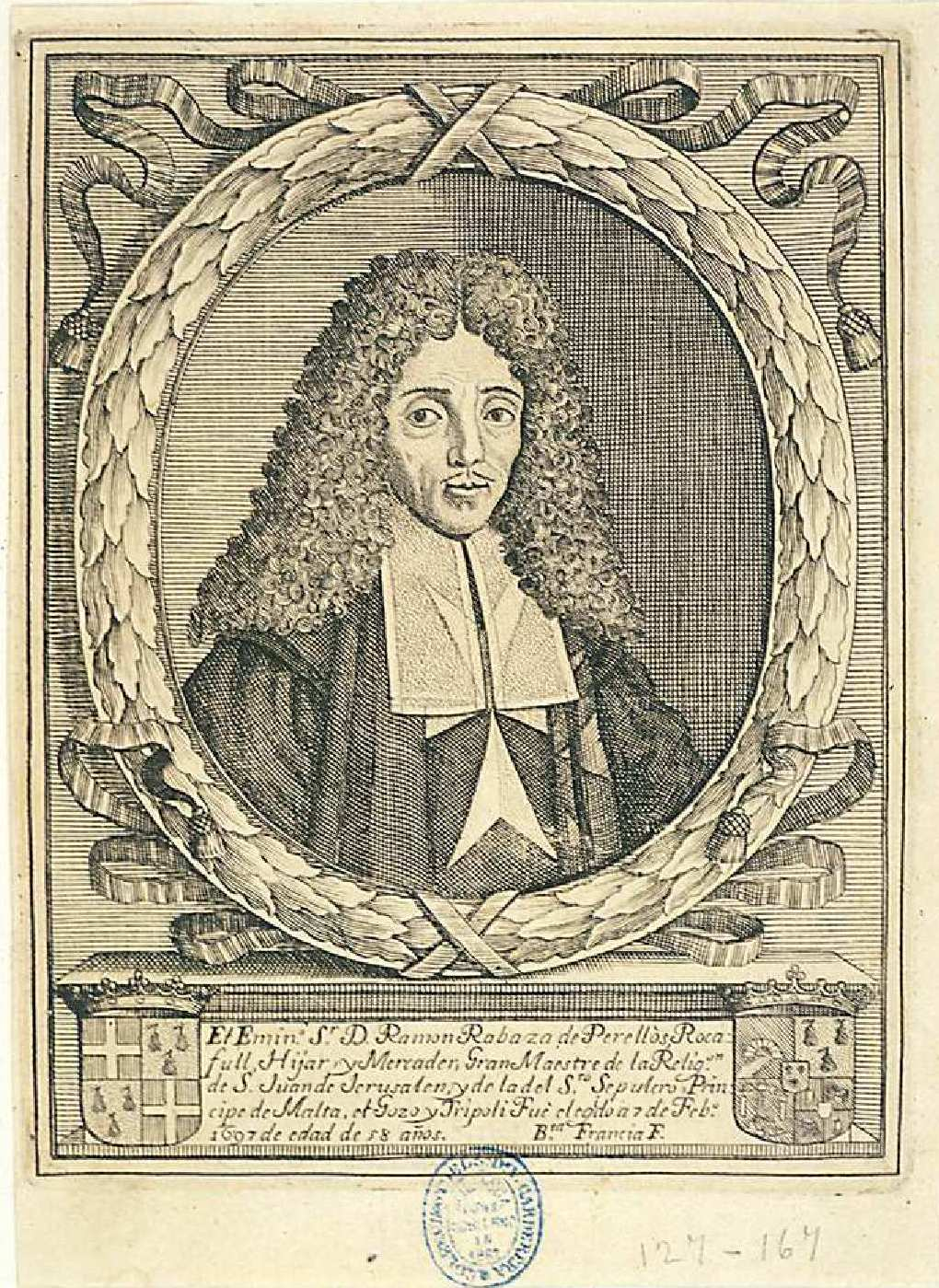
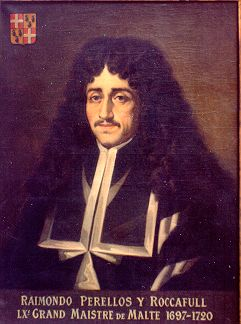
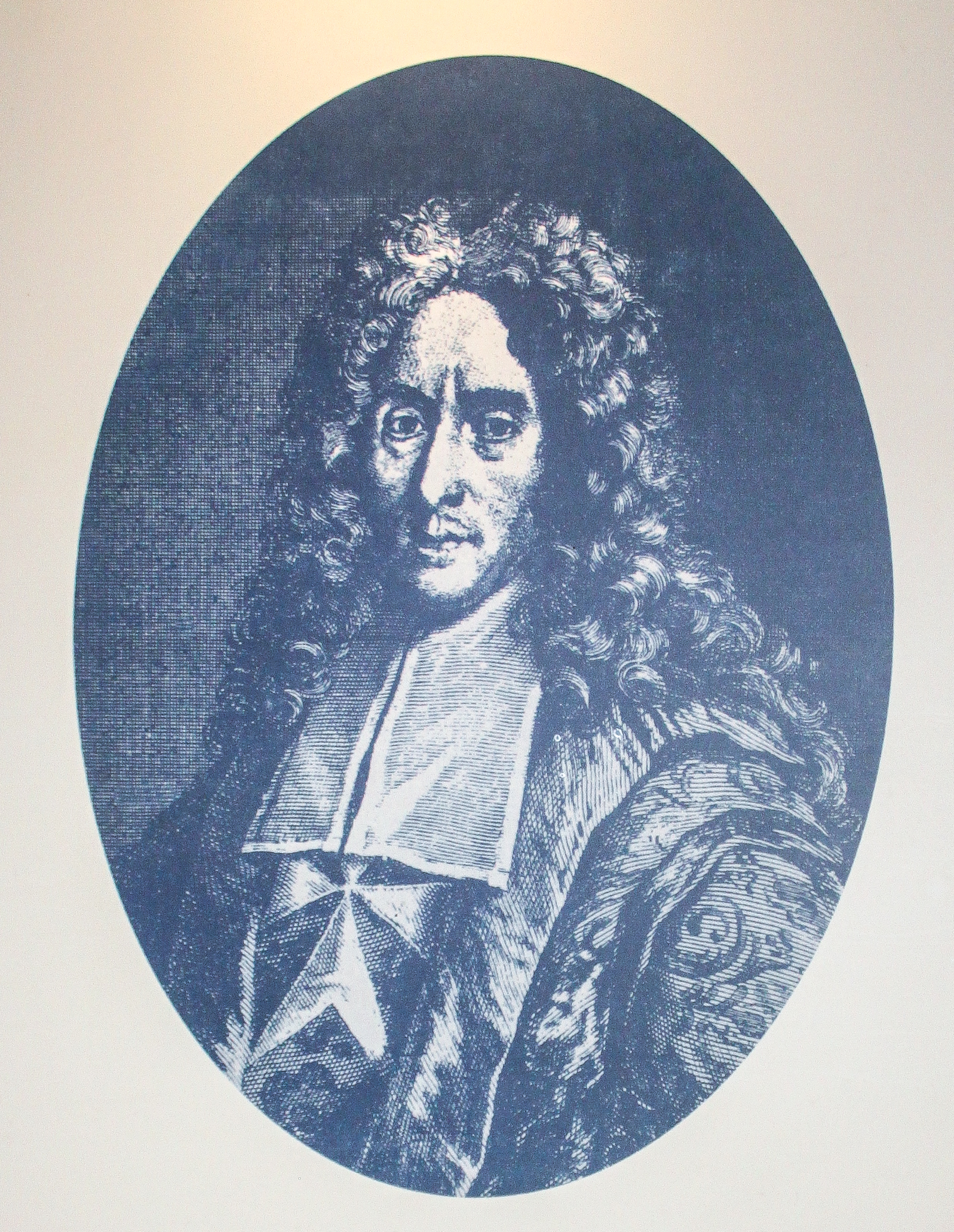
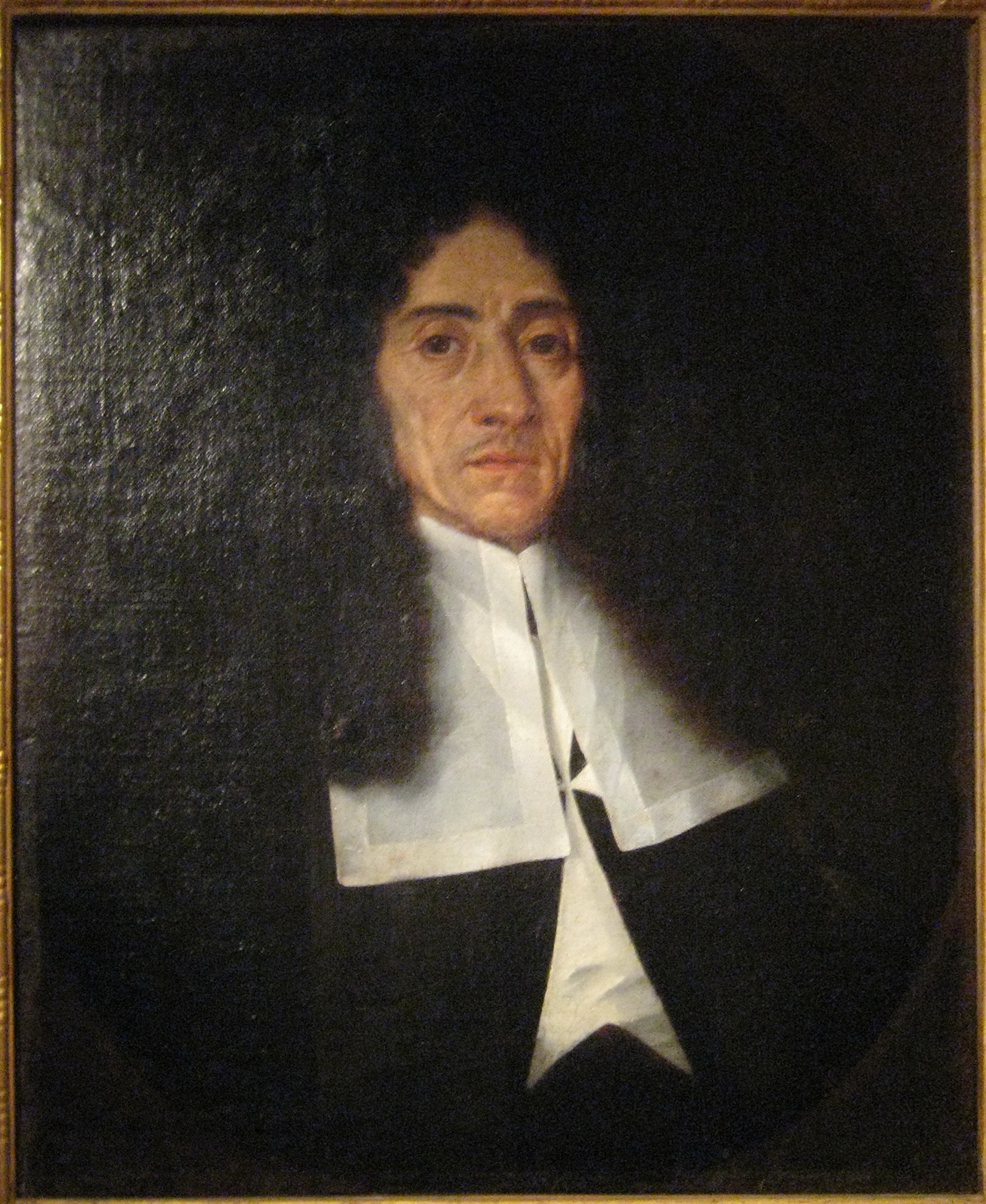